# Schivereckia podolica
Schivereckia podolica là một loài thực vật có hoa trong họ Cải. Loài này được (Besser) Andrz. ex DC. miêu tả khoa học đầu tiên năm 1821.